# Duncan Sandys
Edwin Duncan Sandys, barone Duncan-Sandys (Sandford Orcas, 24 gennaio 1908 – Londra, 26 novembre 1987), è stato un politico britannico.
Ministro nei successivi governi conservatori negli anni '50 e '60, era genero di Winston Churchill tra il 1935 e il 1960.

## Biografia
Duncan Sandys era un puro prodotto dell'establishment britannico: figlio di un parlamentare conservatore, formatosi all'Eton College, continuò i suoi studi al Magdalen College dell'Università di Oxford e divenne diplomatico, in particolare a Berlino. In questo incarico ha messo in guardia il Foreign Office contro il riarmo clandestino tedesco; per questo fu richiamato a Londra. Si dimise e nel 1935 fu eletto deputato conservatore. Nel 1938 fu processato per aver rivelato, dinanzi al Parlamento, la mancanza di preparazione della Royal Air Force di fronte alla minaccia tedesca, che comportava fughe di notizie dal Foreign Office. Winston Churchill, ora suo patrigno, lo difende pubblicamente con successo. Fu ferito in un incendio nel 1941 e Churchill, nel gabinetto di guerra, gli diede la responsabilità della produzione di armi. 
È stato membro del Parlamento tra il 1935 e il 1945, poi tra il 1950 e il febbraio 1974, Ministro della difesa tra il 1957 e il 1959, Ministro dell'Aviazione tra il 1959 e il 1960, Segretario di Stato per le relazioni del Commonwealth tra il 1960 e il 1964, e Segretario di Stato per le Colonie tra il 1962 e il 1964.
Era decorato con l'Ordine dei Compagni d'Onore e faceva parte del corpo del Consiglio privato.
Nel 1948 partecipa al Congresso dell'Aia con il suo Movimento per l'Europa Unita. È stato presidente del Movimento europeo dal 1948 al 1950.
Sandys morì il 26 novembre 1987 all'età di 79 anni nella sua casa di Londra. È sepolto nel cimitero di San Nicola a Child Okeford, nel Dorset. 

## Vita privata
Nel 1935, Duncan Sandys sposò Diana Churchill, figlia del futuro primo ministro Winston Churchill. Divorziarono nel 1960. Ebbero tre figli: Julian Sandys  (19 settembre 1936 - 15 agosto 1997),  Edwina Sandys (nato il 22 dicembre 1938), Celia Sandys (nata il 18 maggio 1943).
Nel 1962 sposò Marie-Claire Schmitt, precedentemente sposata con Robert Hudson, Il matrimonio (una figlia: Laura Sandys, nata il 5 giugno 1964), durò fino alla morte di Sandys.